# جو روبنسون (لاعب كرة قدم)
جو روبنسون (بالإنجليزية: Joe Robinson)‏ (10 أغسطس 1996 في المملكة المتحدة - ) هو لاعب كرة قدم بريطاني في مركز الدفاع. لعب مع إيبسويتش تاون.

## وصلات خارجية
- جو روبنسون على موقع قاعدة بيانات كرة القدم.إي يو (الإنجليزية)
- جو روبنسون على موقع Soccerbase.com (لاعب) (الإنجليزية)
- جو روبنسون على موقع Soccerway.com (الإنجليزية)